# ویلیام باگلی (بازیکن فوتبال)
ویلیام باگلی (انگلیسی: William Bagley؛ زادهٔ ۱ ژانویهٔ ۱۹۵۳) بازیکن فوتبال اهل بریتانیا است.
از باشگاه‌هایی که در آن بازی کرده‌است می‌توان به باشگاه فوتبال پورتسموث و باشگاه فوتبال نیوپورت کانتی اشاره کرد.